# Blued
Blued es una aplicación de red social gay, con el mayor número de usuarios en 2016. Lanzada en 2012 en China, la aplicación tuvo más de 40 millones de usuarios en todo el mundo en 193 países. La aplicación está disponible en Android e iOS. Sus características incluyen perfiles verificados, transmisión en vivo, una línea de tiempo y conversaciones grupales. En 2016, la aplicación fue valorada en 600 millones de dólares.

## Historia
Durante 12 años, Geng Le (también conocido como Ma Baoli), un oficial de policía del norte de China, dirigió en secreto Danlan.org, un sitio web para personas homosexuales. En 2012, cuando sus superiores descubrieron el sitio web, Geng Le perdió a su esposa, su familia y su trabajo. Comprometido con la legitimación de las relaciones entre personas del mismo sexo en China, creó Blued, la primera aplicación de red social gay china.
Blued emplea a más de 200 personas en su sede en Beijing, Londres e India para supervisar la rápida expansión de la aplicación en el extranjero. En cuatro años, Blued se ha convertido en la red social gay más grande del mundo con más de 27 millones de usuarios registrados.
En 2016, Blued se asoció con Hornet, una plataforma de redes sociales para hombres homosexuales y bisexuales. Al comentar sobre esta asociación global, el presidente de Hornet, Sean Howell, declaró: "Las aplicaciones gay han evolucionado en los últimos años para involucrar más a los usuarios, que exigen una experiencia móvil más rica".